# 7390 Kundera
A 7390 Kundera (ideiglenes jelöléssel 1983 QE) a Naprendszer kisbolygóövében található aszteroida. A Kleť csillagvizsgálóban fedezték fel 1983. augusztus 31-én.
Nevét Milan Kundera (1929) cseh író után kapta.